# Hatmehit
Hatmehit – w egipskiej mitologii bogini połowów ryb, utożsamiana niekiedy z Izydą, Hathor lub Ba-neb-dżedem.

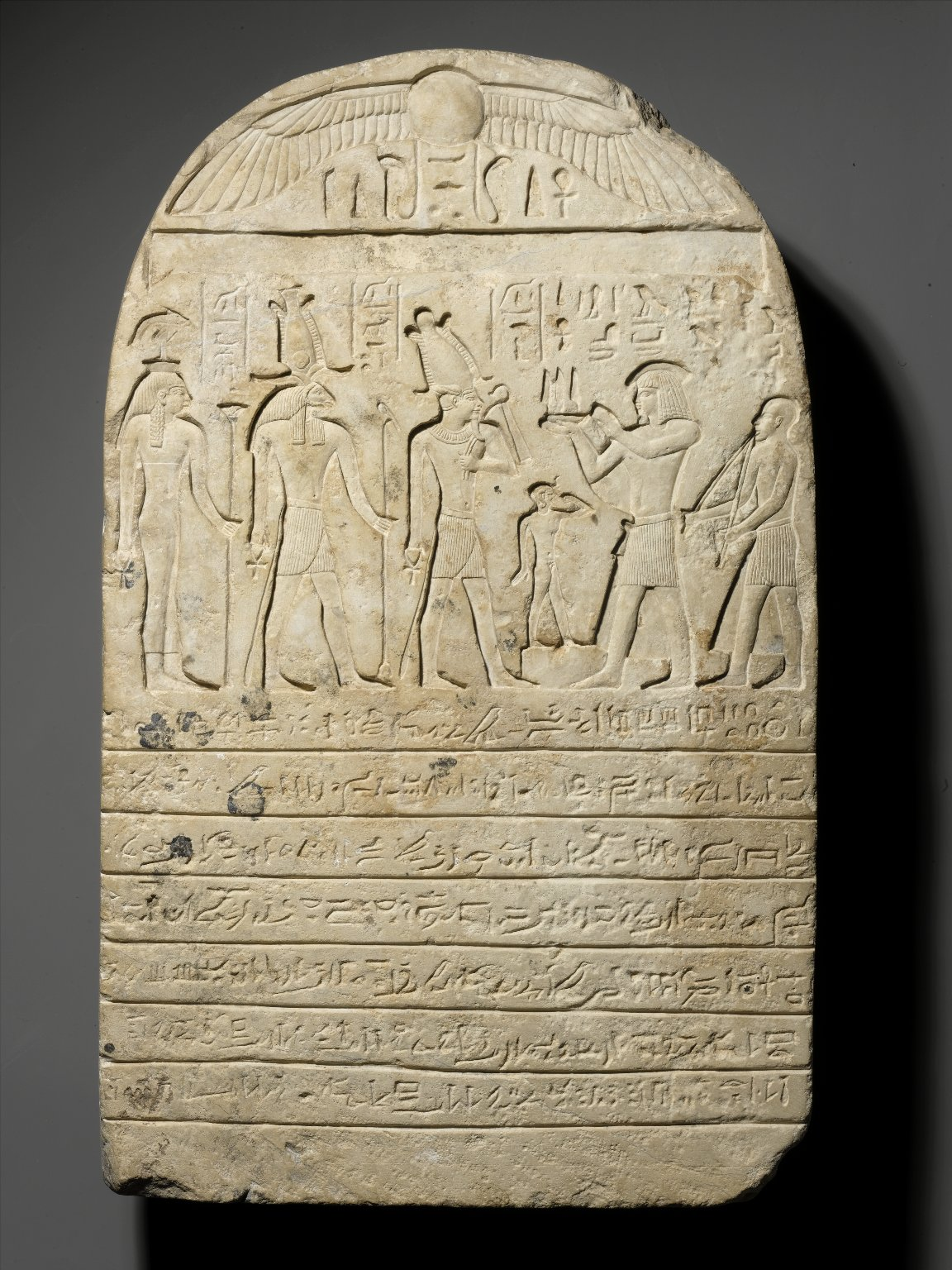
Hatmehit (pierwsza z lewej) wraz z Ba-neb-dżedem i Ozyrysem na staroegipskiej steli

## Wizerunek
Bogini często była przedstawiana jako ryba lub jako kobieta z głową ryby, co doprowadziło do przekonania, że jest boginią związaną z kultem ryb.

## Mitologia
W jednym z mitów bogini została pocięta na kawałki przez Seta, po czym jej szczątki zostały wrzucone do wody lub rozrzucone po nomach Egiptu. W innym micie pomagała Izydzie w poszukiwaniu szczątków zabitego Ozyrysa.

## Kult
Często utożsamiana była z Hathor lub Izydą, co doprowadza też do przypisywania jej roli matki Harpokratesa. Jej kult wcześnie został też zastąpiony kultem Ba-neb-dżeda, uważanego też za jej małżonka.
Czczona była jedynie w delcie Nilu. Przypuszcza się, że w Mendes (którego nomu była patronką) znajdowała się poświęcona jej świątynia. Za czasów panowania XXVI dynastii amulety z jej wizerunkiem cieszyły się dużą popularnością. Pozostałości jej kultu odkryto w Behbeit El Hagar.